# Weberocereus bradei
Weberocereus bradei ist eine Pflanzenart in der Gattung Weberocereus aus der Familie der Kakteengewächse (Cactaceae). Das Artepitheton bradei ehrt den deutsch-brasilianischer Botaniker Alexander Curt Brade (1881–1971), der sich 1910 in Brasilien niederließ.

## Beschreibung
Weberocereus bradei wächst epiphytisch mit anfangs aufsteigenden und später waagerechten oder hängenden, von der Basis oder in der Nähe der Triebspitzen verzweigenden Trieben. Die Triebe sind an ihrer Basis drehrund, darüber abgeflacht, dick und blattartig. Sie sind 60 bis 100 Zentimeter lang und 5 bis 12 Zentimeter breit. Die Triebränder sind leicht gewellt und mit bis zu 5 Millimeter tiefen Einbuchtungen versehen. Die Triebspitze ist gerundet. Die auf den Trieben befindlichen kahlen Areolen befinden sich an der Basis der Einbuchtungen. Die zwei bis vier steinfarbenen Dornen, gelegentlich sind es mehr, sind nadelig, an ihrer Basis verdickt und 3 bis 6 Millimeter lang.
Die glocken- bis trichterförmigen, cremefarbenen bis weißen Blüten erscheinen in der Nähe der Triebspitzen. Sie sind 5,5 bis 7 Zentimeter lang. Ihre manchmal nur wenig spreizenden Blütenhüllblätter sind etwas fleischig. Ihr Perikarpell und die Blütenröhre sind kahl. Die länglichen bis eiförmigen, glatten, bräunlich roten  Früchte sind kahl. Sie besitzen eine Länge von 3,5 Zentimeter. Ihr Fruchtfleisch ist weiß.

## Verbreitung, Systematik und Gefährdung
Weberocereus bradei ist im pazifischen Tiefland von Costa Rica verbreitet.
Die Erstbeschreibung als Eccremocactus bradei erfolgte 1913 durch Nathaniel Lord Britton und Joseph Nelson Rose. Gordon Douglas Rowley stellte die Art 1972 in die Gattung Weberocereus. Nomenklatorische Synonyme sind Phyllocactus bradei (Britton & Rose) Vaupel (1913) und Epiphyllum bradei (Britton & Rose) Standl. (1937).
In der Roten Liste gefährdeter Arten der IUCN wird die Art als „Vulnerable (VU)“, d. h. als gefährdet geführt.

## Nachweise